# 浅野ヨンエ
浅野 ヨンエ（あさの よんえ、朝: 아사노 요, 1984年11月4日 - ）は、日本の歌手。別名義はNOY。韓国生まれ。東京都墨田区育ち。アテナ・ミュージック所属。

## 経歴
韓国で生まれ、東京都墨田区で育った。2006年4月26日にNOYとしてシングル「DON'T CRY BABY」でデビュー。同曲は日本テレビ『汐留イベント部』のエンディングテーマに使用された。2013年までは中村龍史がプロデュースしていたパフォーマンスチーム『CHANCE』のメンバーとして活動。2014年より現在の浅野ヨンエと芸名を改名する。2016年よりボーカルグループ『StarLights』のメンバーに参加。
2013年に行われた浜崎あゆみのライブツアー『ayumi hamasaki 15th Anniversary TOUR 〜A BEST LIVE〜』にバックコーラスとして参加し、2018年に開催された『ayumi hamasaki ARENA TOUR 2018 〜POWER of MUSIC 20th Anniversary〜』にて、再び浜崎の専属コーラスとして活動する。

## ディスコグラフィ

### シングル
|     | タイトル             | 発売日        | レーベル              | タイアップ                                                                               |
| --- | -------------------- | ------------- | --------------------- | ---------------------------------------------------------------------------------------- |
| 1st | DON'T CRY BABY       | 2006年4月26日 | G-WAVE Factory        | 日本テレビ『汐留イベント部』4月度エンディングテーマ TOKYO FM4月・5月度ブランニューソング |
| 2nd | ごめんねが言えなくて | 2007年6月27日 | G-WAVE Factory        |                                                                                          |
| 3rd | ESCAPE               | 2012年7月18日 | Shining Music Records |                                                                                          |

## メディア出演

### ラジオ
- Soliloquy～夜のひとりごと～（2020年10月 - 、FMとやま）

※『小林信吾のSoliloquy ～夜のひとりごと～』から小林信吾の病気療養に伴い、番組を引き継いだ。正式担当前も小林の代理で不定期出演したことがある。
なお、小林は2020年10月4日に死去した。